# Маликов, Юрий Фёдорович
Ю́рий Фёдорович Ма́ликов (род. 6 июля 1943, хутор Чеботовка, Ростовская область, РСФСР, СССР) — советский и российский музыкант-исполнитель, продюсер, режиссёр музыкальных программ на эстраде, создатель и руководитель ВИА «Самоцветы», заслуженный артист Удмуртской АССР (1974), Народный артист России (2007).

## Биография

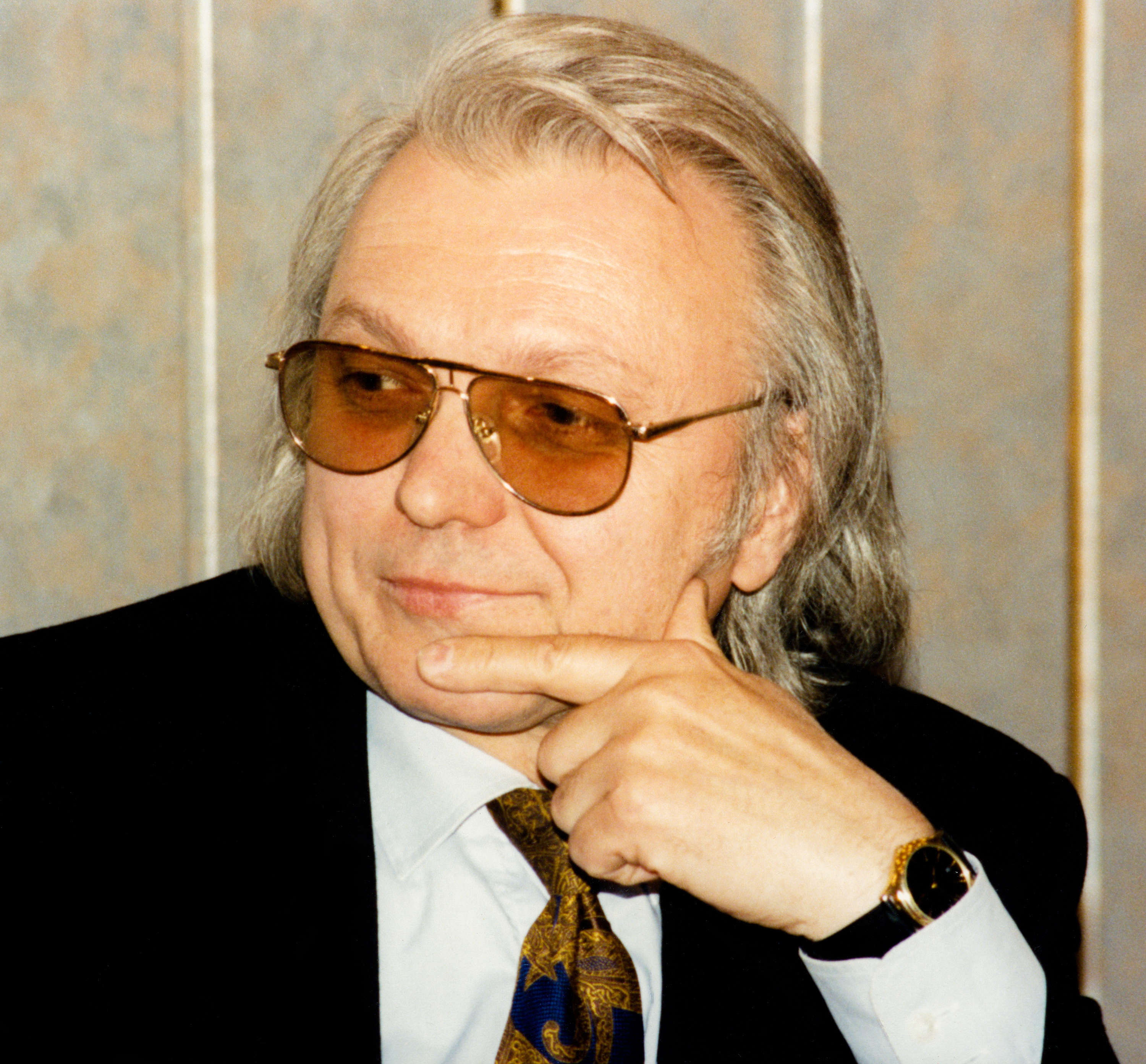
1997 год

Родился 6 июля 1943 года в Ростовской области, в семье Фёдора Михайловича (1915—1994) и Раисы Ивановны (1922—1993) Маликовых. Дядя — Яков Михайлович Маликов (1921—1973).
В 1961 году с отличием окончил индустриальный техникум в Подольске. Именно там Юрий серьёзно увлёкся музыкой и начал играть на контрабасе.
В 1958—1960 годах учился в вечерней музыкальной школе в Подольске. В это время от Московской областной филармонии в Подольск приехал выступать большой симфонический оркестр. Юрий познакомился с контрабасистом Владимир Михалевым, который позвал его в Москву и открыл дорогу в музыкальную профессиональную жизнь.
С 1962—1965 году учился в Музыкальном училище имени Ипполитова-Иванова.
В 1965—1969 годах учился в Московской государственной консерватории имени П. И. Чайковского по классу контрабаса, заведующий кафедрой виолончели и контрабаса — Мстислав Леопольдович Ростропович.
В 1970 году Юрий Маликов приступил к созданию вокально-инструментального ансамбля «Самоцветы». Первый концерт состоялся летом 1971 года в зале «Эрмитаж» в Москве. Среди известных песен коллектива такие, как: «Увезу тебя я в тундру», «Мой адрес — Советский Союз», «Там, за облаками», «Вся жизнь впереди», «Не повторяется такое никогда», «Всё, что в жизни есть у меня», «Экипаж — одна семья», «Школьный бал» (исп. Валентин Дьяконов), «Если будем мы вдвоём» (исп. Анатолий Могилевский), «Верба», «У деревни Крюково», «Добрые приметы», «БАМовский вальс», «Али-Баба», «Салют, фестиваль!» и др.
В 2000 году в связи с 30-летием ансамбля «Самоцветы», Юрий Маликов получил звания лауреата национальной музыкальной премии «Овация» и «Золотой граммофон» Русского радио.
В 2007 году президент РФ Владимир Владимирович Путин подписал Указ о присвоении Юрию Фёдоровичу Маликову звания Народный артист Российской Федерации за большие заслуги в развитии музыкального и эстрадного искусства.
Юрий Маликов является членом Президиума исправления Международного Союза деятелей эстрадного искусства, активно участвует в мероприятиях творческого Союза. Проводит благотворительную работу в военных госпиталях для служащих правоохранительных органов, для инвалидов труда и войны.
В 2016 году награждён орденом Дружбы.

## Увлечения
Увлекается футболом, является болельщиком клуба «Динамо», интересуется архитектурой и путешествует.
Любимый писатель — Ф. М. Достоевский.

## Образование
- С 1957—1961 году учился в индустриальном техникуме (Подольск).
- В 1958—1960 годах учился в вечерней музыкальной школе (Подольск).
- С 1962—1965 учёба в Музыкальном училище имени Ипполитова-Иванова (Москва).
- В 1969 закончил Московскую консерваторию имени П. И. Чайковского по классу контрабаса. Заведующий кафедрой — Мстислав Ростропович.

## Карьера
В 1970 году Юрий Маликов приступил к созданию вокально-инструментального ансамбля «Самоцветы». С тех пор его жизнь связана с этим коллективом.
Юрий Федорович Маликов вошел в историю отечественной эстрады как создатель и бессменный руководитель одного из первых в стране вокально-инструментальных ансамблей. За долгие годы творческой, концертной деятельности «Самоцветы» заслужили всенародную любовь, и потому песни из репертуара коллектива и сегодня по-прежнему популярны.
Владимир Путин
По сегодняшний день Юрий Маликов организует конкурсы, фестивали, концертные программы, участвует в составе жюри различных музыкальных конкурсов.
Юрий Федорович участвовал в подготовке авторских концертов известных российских композиторов Александры Пахмутовой, Давида Тухманова, Вячеслава Добрынина, Олега Иванова, Владимира Шаинского, поэтов Роберта Рождественского, Николая Добронравова, Леонида Дербенёва и других.

## Награды и должности
- Орден Дружбы (2016)[6];
- Народный артист Российской Федерации (2007)[1];
- Заслуженный артист РСФСР (1986);
- Член президиума Международного союза деятелей эстрадного искусства;
- Лауреат национальных премий «Овация» и «Золотой граммофон»[источник не указан 5218 дней].

## Семья
- Отец — Фёдор Михайлович Маликов (4 марта 1915 — 16 августа 1994[7]).
- Мать — Раиса Ивановна Маликова (4 августа 1922 — 23 марта 1993[8]).
- Жена (с 1966) — Людмила Михайловна Вьюнкова (род. 2 апреля 1945). В прошлом танцовщица, солистка балета Московского мюзик-холла, с 1984 года по начало 1990-х была солисткой «Самоцветов», в дальнейшем — директор концертного коллектива Дмитрия Маликова.
  - Сын — Дмитрий Маликов (род. 29 января 1970), певец, народный артист России. С 1992 по 2000 год жил с Еленой Вячеславовной Изаксон в фактическом браке, а с 2000 — в официальном.
    - Внучка — Стефания Дмитриевна Маликова (род. 13 февраля 2000), студентка МГИМО, окончила гимназию «Жуковка».
    - Внук — Марк Дмитриевич Маликов (род. 24 января 2018).

  - Дочь — Инна Маликова (род. 1 января 1977), певица, заслуженная артистка России. До 2011 года была замужем за бизнесменом Владимиром Антоничуком.
    - Внук — Дмитрий Владимирович Маликов (род. 26 января 1999).